# José Guilherme Lacôrte
José Guilherme Lacôrte (Bragança Paulista, 8 de dezembro de 1900 - Rio de Janeiro, 9 de abril de 1983) foi um médico e pesquisador brasileiro. Presidiu a Fundação Oswaldo Cruz entre 1969 e 1970.
Graduou-se em Medicina em 1926 pela Faculdade de Medicina da Universidade do Rio de Janeiro, atual Universidade Federal do Rio de Janeiro. Iniciou sua trajetória no Instituto Oswaldo Cruz ainda em 1922,  como estagiário do laboratório de Carlos Chagas. No IOC Lacôrte exerceria as funções de pesquisador e professor de bacteriologia e imunologia do Curso de Aplicação, chefe das divisões de Higiene, de Microbiologia e Imunologia e a Seção de Vírus e diretor do instituto de 1969 a 1970, quando também exerceu o cargo de primeiro presidente da Fiocruz. Em seguida dirigiu o Instituto Presidente Castelo Branco, atual Escola Nacional de Saúde Pública Sérgio Arouca, entre 1970 e 1973.
Entre os trabalhos publicados por Lacôrte destacam-se "Técnica bacteriológica" (1939), "Compêndio de bacteriologia e imunologia" (1940), "Temas de imunologia" (1944), entre outros.
Foi pai do líder juvenil e vereador Cristiano Lacôrte. Morreu em 9 de abril de 1983, no Rio de Janeiro. 